# 세포 유형
세포 유형(Cell Type)은 형태학적 또는 표현형 특징을 공유하는 세포를 식별하는 데 사용되는 분류이다. 다세포 생물은 모양과 기능이 모두 다르지만 동일한 게놈 서열을 갖는 근세포 및 피부 세포와 같이 매우 다양하고 전문화된 여러 세포 유형의 세포를 포함할 수 있다. 세포는 동일한 유전형을 가질 수 있지만 포함하는 유전자 발현의 조절로 인해 다른 세포 유형에 속한다. 특정 세포 유형의 분류는 종종 현미경을 사용하여 수행된다. 단일 세포 RNA 시퀀싱의 최근 개발은 공유 유전자 발현 패턴을 기반으로 한 세포 유형의 분류를 촉진했다. 이것은 예를 들어 쥐의 대뇌 피질, 해마체, 후근 신경절, 및 척수에서 많은 새로운 세포 유형의 발견으로 이어졌다.
동물들은 식물, 곰팡이, 원생동물에서 10~20개의 세포에 비해 다세포 체내에서 더 다양한 종류의 세포들을 진화시켰다. 그러나 정확한 세포 유형의 수는 정의되지 않았고, Cell Ontology는 2021년 현재 2,300개 이상의 다른 세포 유형을 열거하고 있다.

## 다세포 생물
모든 고등 다세포 생물에는 다양한 기능에 특화된 세포가 있다. 대부분의 서로 다른 세포 유형은 하나에서 발생 전능성의 세포가 분화의 과정 동안 서로 다른 세포 유형의 수백으로 개발되었다. 세포의 분화는 다양한 환경적 신호(세포-세포 상호작용)와 본질적인 차이(세포 분열 중 분자의 고르지 못한 분포)에 의해 유발된다. 다세포 생물은 생식 세포와 체세포의 두 가지 기본 유형으로 분류되는 세포로 구성된다. 발달하는 동안 체세포는 더욱 전문화되어 외배엽, 중배엽, 내배엽의 세 가지 기본 배엽을 형성한다. 3개의 배엽층이 형성된 후, 세포는 전구 세포보다 세포 유형의 변화에 훨씬 더 저항력이 있는 최종 분화 상태에 도달할 때까지 계속해서 전문화된다.

## 인간
인체의 세포 유형 목록에는 출처에 따라 수백 가지 유형이 포함될 수 있다.

## 같이 보기
- 줄기 세포
- 식물 세포의 종류
- 인체 세포 유형 목록
- 생식층에서 유래한 인간 세포 유형 목록